# Matt Cornwell
Pour les articles homonymes, voir Cornwell.
Matt Cornwell, né le 16 janvier 1985 à Leicester (Angleterre), est un joueur de rugby à XV, qui joue avec le club de Mogliano Rugby SSD, évoluant au poste de trois-quarts (1,79 m et 84 kg), il peut évoluer à tous les postes des lignes arrière. 

## Carrière
Matt Cornwell commence le rugby très jeune et joue dans les écoles de rugby de Leicester avant de débuter en équipe première des Leicester Tigers dans le championnat d'Angleterre ainsi qu'en Hcup. Il a connu les sélections de jeunes de l'Angleterre, il était même le capitaine des anglais de moins de 21 ans lors des coupes du monde en Argentine et en France. Après une saison difficile en 2010-2011 aux Northampton Saints où il ne joue presque pas, il signe à l'été 2011 pour le club italien de Mogliano Rugby SSD dans le Championnat de rugby d'Italie.  
- 2004-2008 : Leicester Tigers
- 2009-2010 : Exeter Chiefs
- 2010-2011 : Northampton Saints
- 2011-2012 : Mogliano Rugby SSD
- 2012-2013 : Leicester Tigers
- 2013-2014 : Mogliano Rugby SSD
- 2014-2015 : Amatori Rugby San Donà

## Palmarès
Il ne participe à aucune des finales jouées par Leicester.
- Finaliste du Championnat d'Angleterre en 2005, 2006, 2008
- Vainqueur du Championnat d'Angleterre en 2007
- Vainqueur de la Coupe d'Angleterre en 2007
- Finaliste de la Coupe d'Angleterre en 2008
- Finaliste de la Coupe d'europe en 2007
- Vainqueur du RFU Championship en 2010
- Demi-finaliste du Championnat d'Italie en 2012